# Ganga
Ganga (někdy užíván též tvar Ganges, hindsky गंगा, bengálsky গঙ্গা, v sanskrtu गङ्गा, anglicky Ganges River) je největší řeka Indie. Protéká státy Uttarákhand, Uttarpradéš, Bihár, Džhárkhand a Západní Bengálsko v Indii a Bangladéšem. Co se týká průtoku, tak dohromady s Brahmaputrou zaujímá 3. místo na světě po Amazonce a Kongu. Je 2510 km dlouhá. Povodí má rozlohu 1 120 000 km². Včetně Brahmaputry má povodí rozlohu 2 055 000 km².

## Průběh toku
Tok řeky můžeme rozdělit na čtyři části.

### Horní tok
Horní tok začíná v Himálaji dvěma zdrojnicemi. Zprava to je Bhagírathí a zleva Alakanandá. Bhagírathí začíná poblíž ledovce Gangotri a Alakanandá začíná u ledovců Satopanth a Bhagirath Kharak a protéká poutním místem Badrináth. Údolí Alakanandy je asi 229 km dlouhé. Soutok Bhagírathí a Alakanandy je znám jako Dévprajág (v sanskrtu Devaprayāga). Odtud řeka nese název Ganga.

### Střední tok
Střední tok začíná v místech, kde řeka opouští hory a vstupuje do naplaveninové Ganžské roviny (východní část Indoganžské roviny). Nejprve zde řeka protíná vlnitou a značně zalesněnou krajinu, která je hustě rozčleněná koryty řek stékajících z Himálají. Poté pokojně teče plochou rovinou v 8 až 12 km širokém údolí. V něm se nachází mnoho starých ramen, jezer, průtoků a bažin. Šířka koryta je 400 až 600 m. Ganga přijímá velké množství přítoků, z nichž největší je Jamuna. Ta teče téměř 1 000 km paralelně s Gangou a spojuje se s ní u Ilahabadu. Území mezi těmito dvěma řekami se nazývá Doab, což znamená dvojříčí. Je to jedna z nejhustěji zabydlených oblastí Indie.

### Dolní tok
Dolní tok začíná od ústí Jamuny. Nadmořská výška roviny se na tomto úseku postupně zmenšuje ze 100 až 120 m na 25 až 30 m na začátku delty. K pravému břehu místy zasahují výběžky pohoří Čhota-Nagpur (vysočiny Baghélkhand a Radžmahal). Břeh je vysoký, skalnatý a na některých místech se vyskytují peřeje (u města Mirzápur). Na ostatních místech je koryto široké a dolina je jasně vyznačena. Úval je členěn starými koryty a mnohými průtoky. Ganga přijímá levé přítoky stékající z Himálají a její šířka dosahuje až 2 km.

### Delta

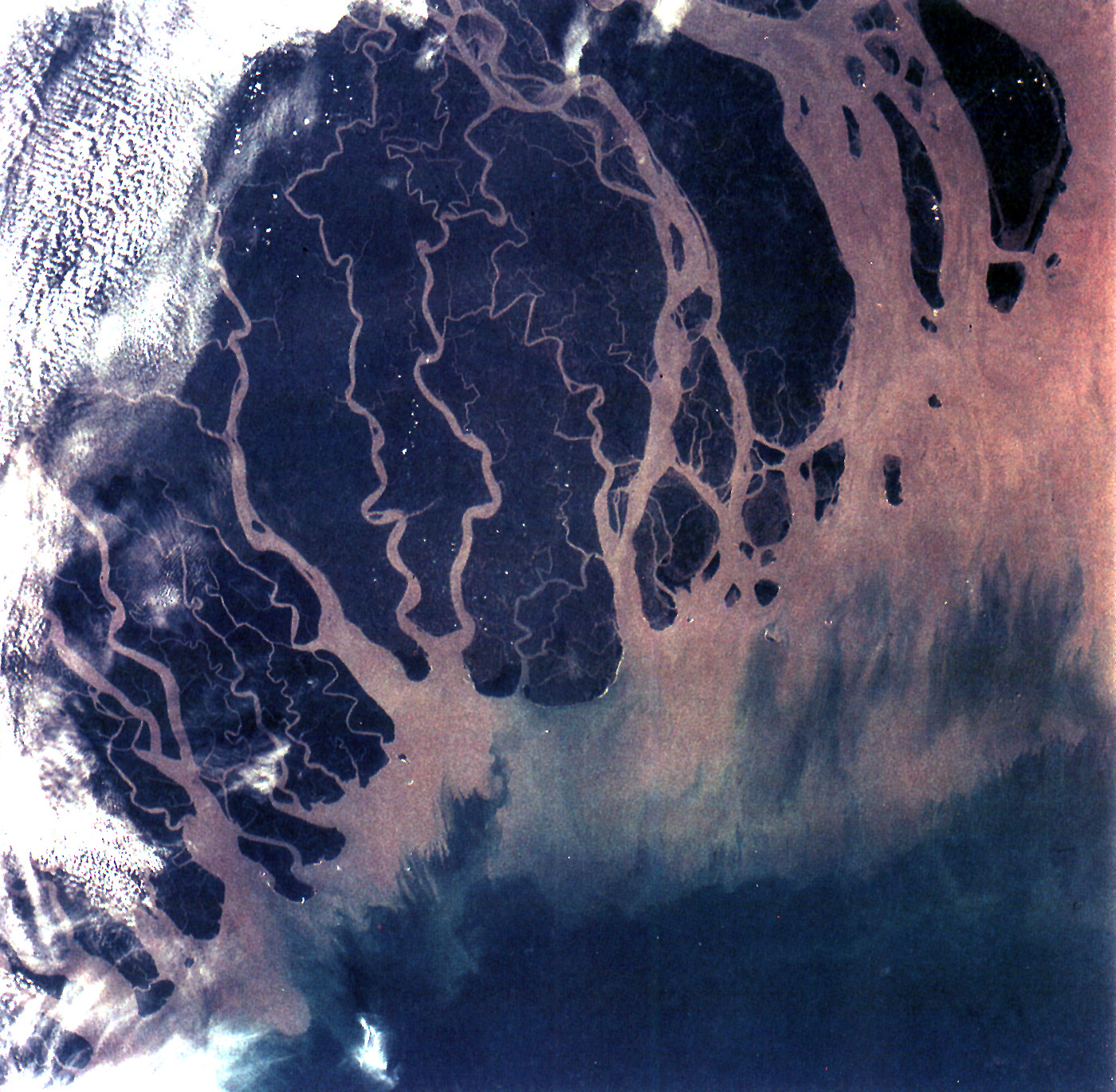
Satelitní fotografie delty Gangy.

Delta začíná pod vysočinou Radžmahal, kde Ganga vtéká do Bengálské nížiny. Společně s Brahmaputrou zde vytváří jednu z největších delt na světě, která má složitou strukturu. Podle skladby povrchu se dělí na dvě části.
- Severní nezatopovaná část delty má dobře živenou úrodnou půdu, která je pokrytá převážně plantážemi rýže.
- Jižní zatopovaná část delty je rozlohou menší. Nazývá se Sundarbans a pokrývají jí džungle a bažiny. Nacházejí se zde rozsáhlé mangrovníkové porosty a vyskytuje se zde tygr indický.

Delta je na krajích ohraničena velkými rameny Gangy. Na západě je to Huglí a na východě Meghna, která se spojuje s Brahmaputrou 230 km od ústí a jeví se hlavním korytem Gangy ústícím do Bengálského zálivu čtyřmi základními rameny.

### Přítoky
Nejvýznamnější přítoky jsou zleva Ramganga, Gómatí, Ghághra, Gandak, Kósí, Burhi Gandak, Ghugri a Mahananda a zprava Jamuna a Són.

## Vodní stav

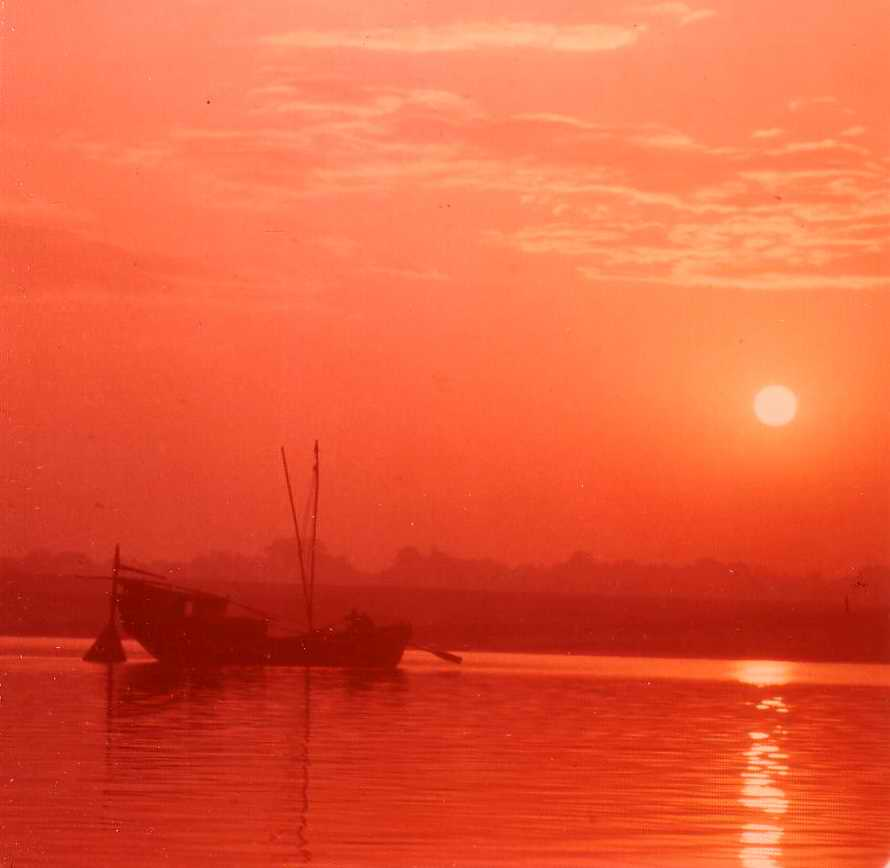
Ráno na Ganze

Zdroj vody je smíšený. Na horním toku jsou to především tající ledovce a u města Váránasí se konají slavnosti sněhových vod. Na středním a dolním toku jsou zdrojem především monzunové deště, které přicházejí převážně od července do září. Vliv monzunů je částečně rozprostřen i na horskou oblast až do výšky 4 000 m. Vzestup vody začíná na konci dubna až na začátku května. Nejvyšší úrovně dosahuje hladina většinou ve druhé polovině srpna až v první polovině září. Průměrný vzestup hladiny je 10 m a při velkých povodních to může být až 15 m i více. V chladnou část roku má řeka sníženou vodnatost. Na úroveň hladiny v deltě mají velký vliv mořské přílivy. V ústí Huglí je to 5,5 m a u Kalkaty 3 až 3,4 m. Přílivy zasahují až 300 km do vnitrozemí. Průměrný roční průtok vody v ústí spolu s Brahmaputrou je 35 000 až 38 000 m³/s (1 200 km³ za rok). Řeka unáší přibližně 350 Mt nánosů za rok. Tím se vysvětluje značná kalnost vody řeky a Bengálského zálivu u jejího ústí.

## Využití

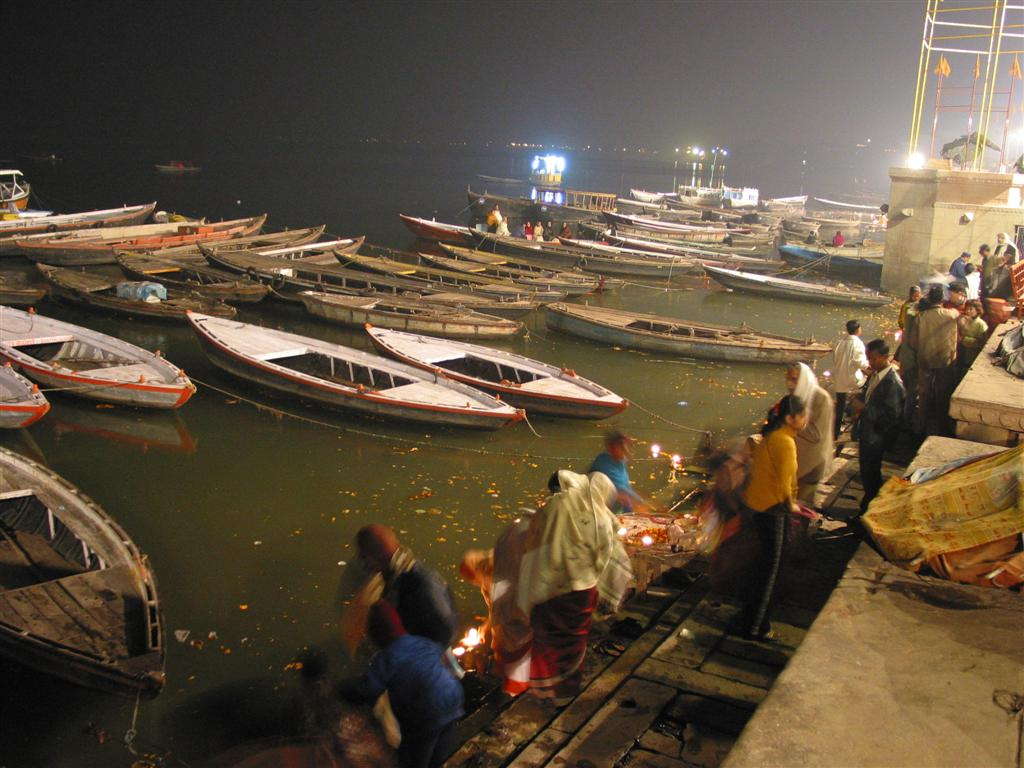
Obřady k uctění posvátné řeky Gangy

Ganga má velký ekonomický význam. V jejím povodí leží mnoho velkých měst. Největší jsou Dillí, Ágra, Murádábád, Kánpur, Iláhábád, Váránasí, Patna, Kalkata. Kalkata je zároveň mořským přístavem. Vodní zdroje povodí se široce využívají pro potřeby zavlažování. Voda z řeky se začíná rozebírat hned poté, co opustí hory. Největší magistrální zavlažovací kanály jsou Hornoganžský, Dolnoganžský, Hornojamunský, Dolnojamunský, Východojamunský, Západojamunský, Agra, Sarda. Splavná je do vzdálenosti 1 450 km od ústí. V deltě je říční doprava základní a často jedinou možnou dopravou. Řeka slouží stále prudce rostoucí populaci, zemědělství i průmyslu jako zdroj pitné i užitkové vody, kanál i dopravní tepna. Problémem je její enormní znečištění, kvalita vody se přitom stále zhoršuje vlivem průmyslového a městského odpadu. Doposud bylo uzavřeno 237 velkých průmyslových objektů, které do řeky vypouštěly nečistoty. Přesto nedochází k závažným epidemiím, jak by se dalo očekávat, a voda se ani při dlouhodobém skladování nekazí. K vysvětlení tohoto jevu přispělo objevení bakteriofágů v její vodě a neobvykle vysoké schopnosti vázat kyslík.

### Posvátná řeka
Řeka Ganga patří mezi védská božstva, bývá zobrazována jako říční bohyně jedoucí na krokodýlu a v mytických textech je chotí boha Šiva. Každoročně se v jejích vodách omývají miliony lidí. Tyto rituální koupele mají očistit duši i tělo. Do Gangy se také sype popel z těl zemřelých lidí v naději, že tak budou osvobozeni ze samsáry.